# Mittelbach-Hengstbach
Mittelbach-Hengstbach est un quartier de la ville allemande de Deux-Ponts dans le Land de Rhénanie-Palatinat, situé à la frontière avec le Land de Sarre.
Il est né de la fusion des communes de Mittelbach et de Hengstbach le 7 juin 1969. Le 22 avril 1972, cette éphémère commune fusionnée est rattachée à la ville de Deux-Ponts.

## Géographie

### Localisation
Les deux villages se situent à la frontière entre le Palatinat rhénan et le Palatinat sarrois. Mittelbach est traversé par la Bickenalbe qui prend sa source à Petit-Réderching en Moselle.
La région de Mittelbach-Hengstbach était autrefois communément appelée « le pays des cerises ».

## Histoire
Mittelbach et Hengstbach sont mentionnés pour la première fois de manière certaine en 1301. Les deux villages sont complètement détruits durant la guerre de Trente Ans en 1635 et restent abandonnés pendant plusieurs décennies. En 1685, on distingue à peine les ruines de Mittelbach alors qu'une seule famille vit à Hengstbach. La reconstruction de Mittelbach débute à la fin du XVIIe siècle et celle d'Hengstbach au début du XVIIIe siècle. L'église de Mittelbach est reconstruite en 1737-1738. Hengstbach, trop petite, n'accueille même pas de chapelle. L'agriculture intensive de la fin du XVIIIe siècle fait planter de nombreux arbres fruitiers à Mittelbach et Hengstbach, en particulier des cerisiers. Un poste-frontière est construit à la sortie de Mittelbach au XXe siècle à cause des pertes successives de la Sarre par l'Allemagne en 1918 et 1945. Le 7 juin 1969, les deux villages fusionnent pour former la nouvelle commune de Mittelbach-Hengstbach. Cette commune devient un quartier de Deux-Ponts à partir du 22 avril 1972.

## Lieux et monuments

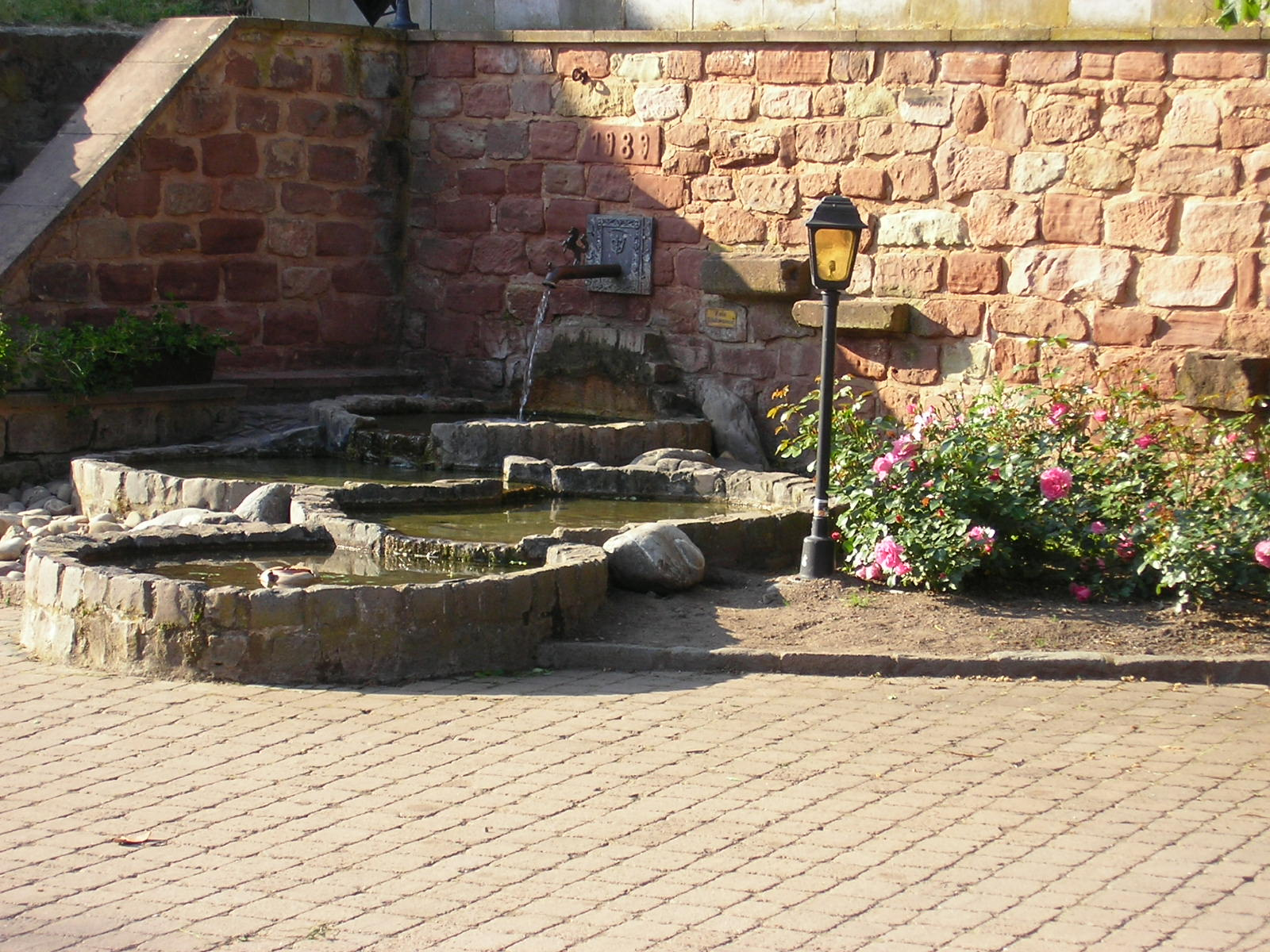
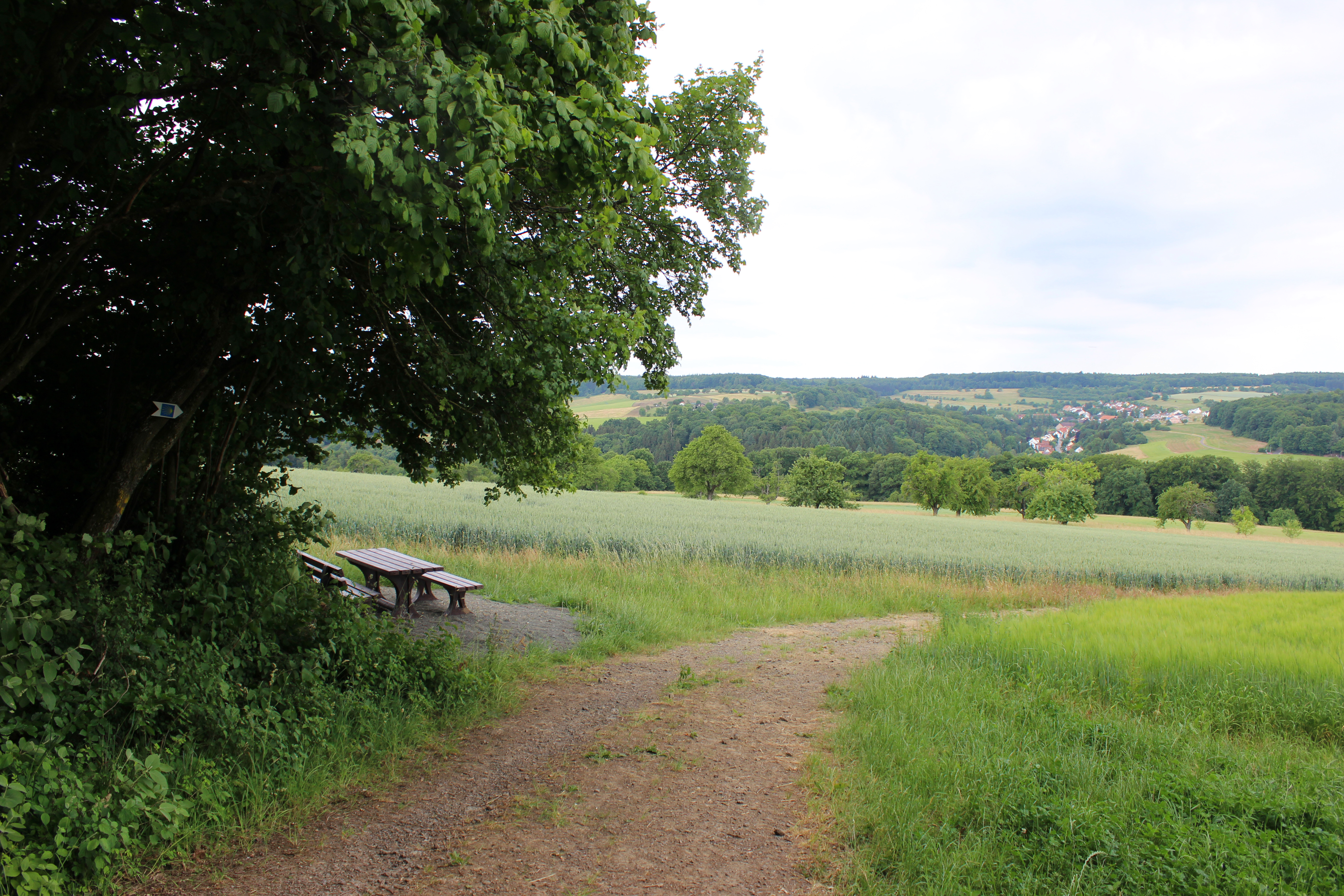